# Trèfle Pied-de-lièvre
Trifolium arvense
Espèce
Classification phylogénétique
Trèfle Pied-de-lièvre ou Pied-de-lièvre (Trifolium arvense L.) est une espèce de plantes à fleurs de l'ordre des Fabales et à la famille des Fabacées (ou Légumineuses, ou Papilionacées). On peut aussi l'appeler Trèfle des champs, mais il y a un risque de confusion avec Trifolium campestre, qui porte le même nom. C'est un trèfle commun dans toute l'Europe, en plaine ou en moyenne montagne. De couleur blanc rosâtre, son inflorescence est surtout caractérisée par les nombreux poils blancs soyeux dont sont munis les calices, beaucoup plus grands que les corolles. Ces poils, liés à la forme plus ou moins oblongue de l'inflorescence, sont à l'origine du nom vernaculaire.

## Description

### Écologie et habitat

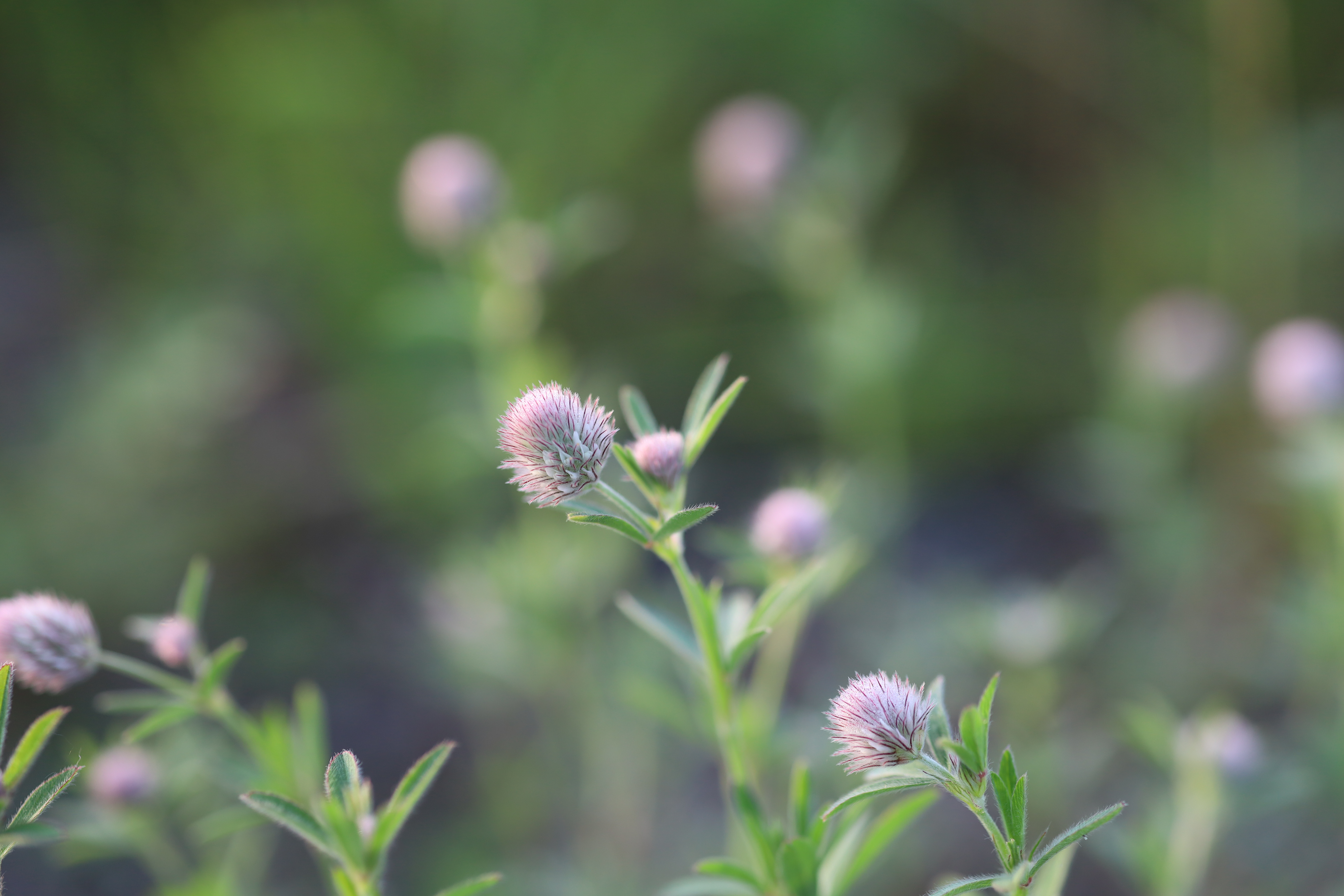
Trifollium arvense, au Québec, au Canada.

C'est une plante annuelle, parfois bisannuelle, poussant en plaine, ou en montagne jusqu'à 1 600 mètres, présente dans toute l'Europe, à l'exception des zones boréales. Également naturalisé en Amérique du Nord. On la rencontre aussi bien sur sols acides que basiques. Commune, elle apprécie les terrains sablonneux et secs, lisière des champs, friches, bord des chemins, ou encore dunes. Parfois adventice des vignes et des vergers non irrigués, le Pied-de-lièvre fleurit de mai à septembre. (juin à septembre au Québec)

### Morphologie générale et végétative
C'est une plante herbacée érigée, de 10 à 40 cm de haut, à poils appliqués blanchâtres et soyeux, à tige mince généralement ramifiée.
Les feuilles sont pétiolées au bas de la plante, à peu près sessiles au sommet, avec à leur base des stipules pointues souvent rouges. Les folioles sont longues et étroites, à bords ciliés et très légèrement dentés.

### Morphologie florale
Les fleurs sont hermaphrodites en têtes serrées et oblongues, parfois oviformes. Les fleurs, blanches ou rose pâle, ont une corolle plus petite que le calice, qui porte cinq dents à longs cils soyeux. 
La pollinisation est réalisée par les abeilles (fleur mellifère) ou selon le mode autogame.

### Fruit et graines
Le fruit est une gousse à une seule graine, incluse dans le calice. La dissémination est épizoochore.

## Quelques vues de la plante

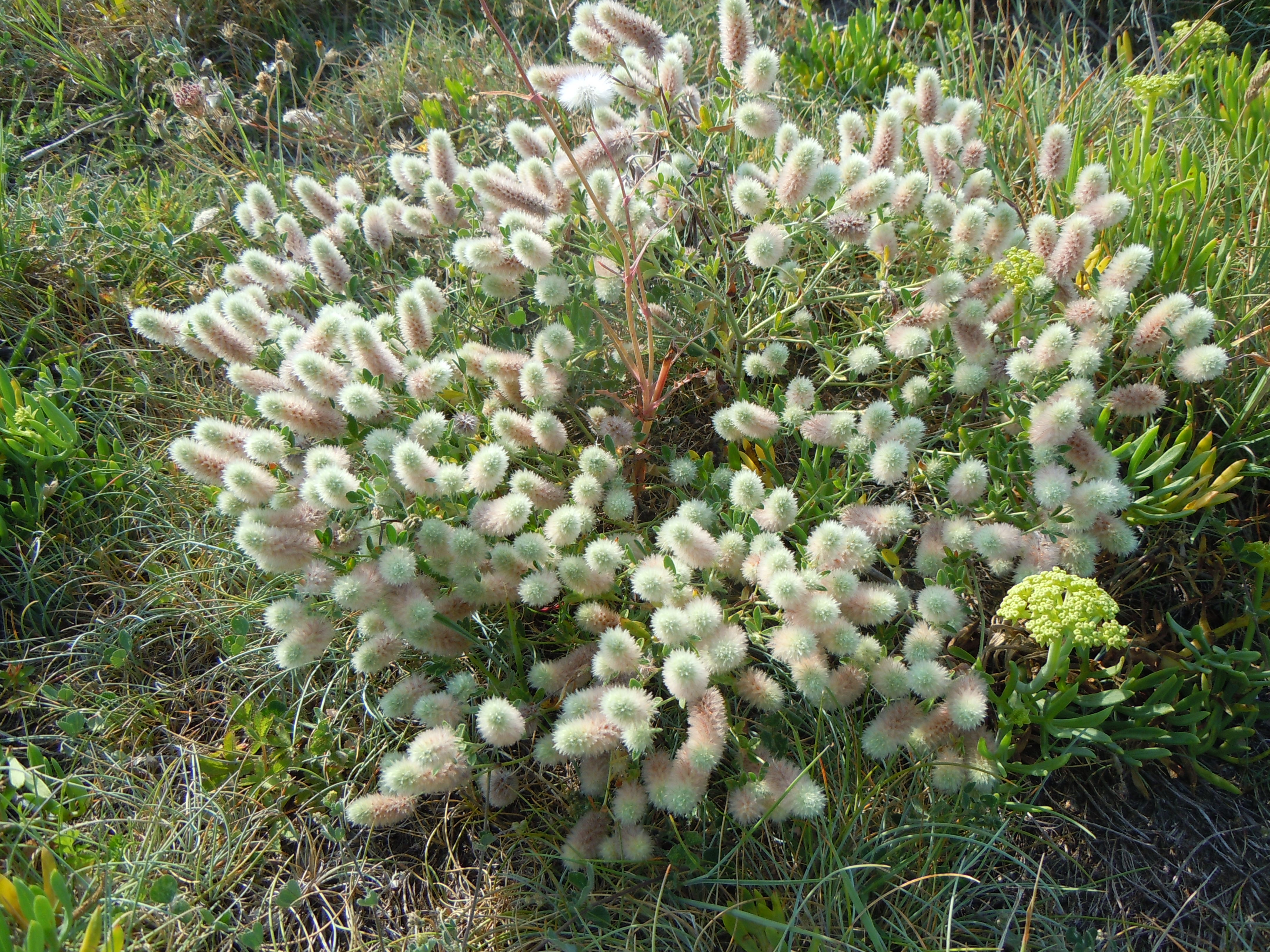
Touffe de Trifolium arvense.
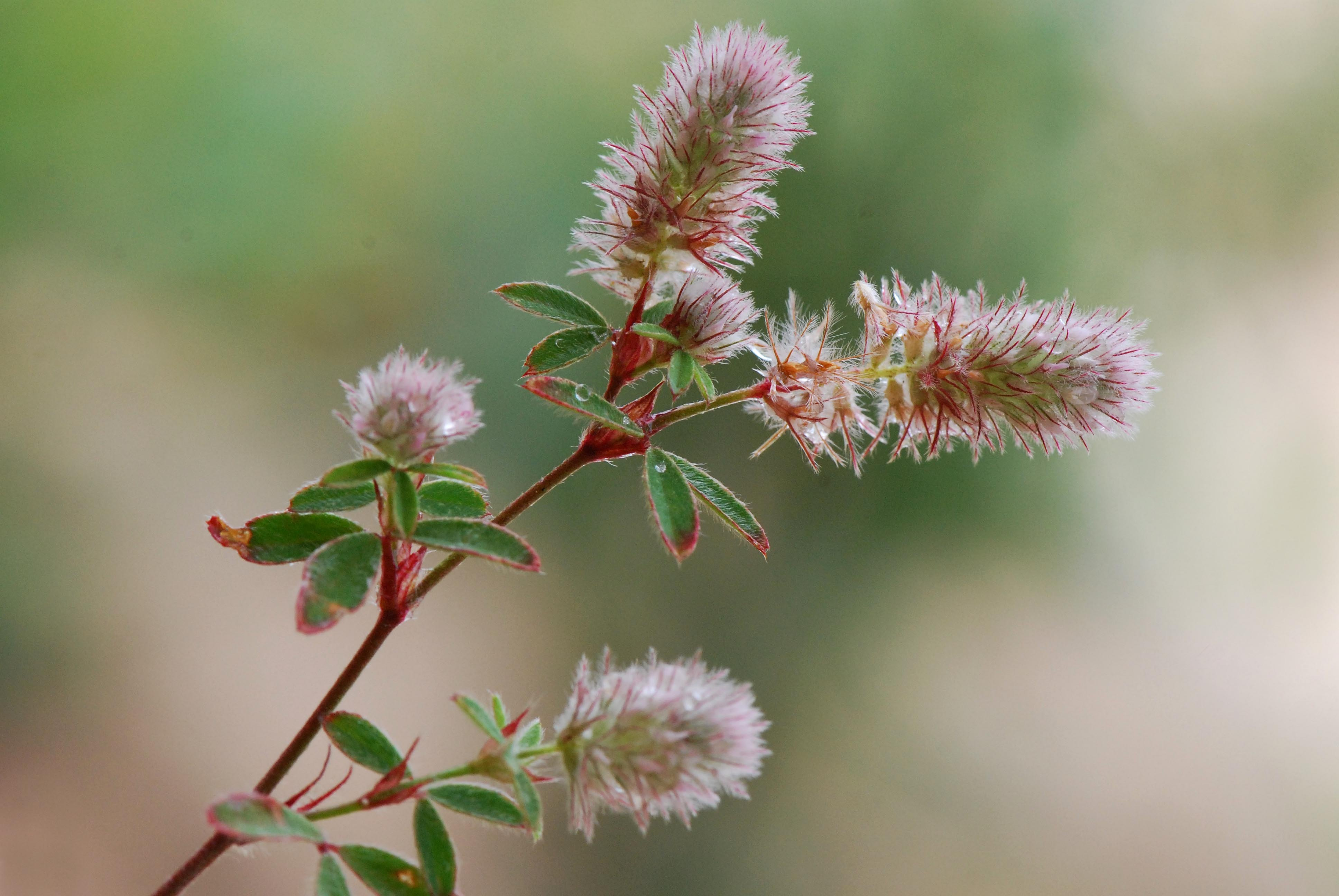
Trifolium arvense var arvense.
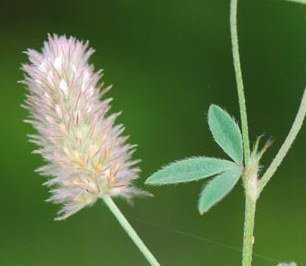
Détail de l'inflorescence.